# Жерміналь (роман)
«Жерміналь» — тринадцятий роман французького письменника Еміля Золя, що входить до двадцятитомного циклу «Ругон-Маккари». Вперше опублікований в 1885 році.

## Сюжет
Механік Етьєн Лантьє, вигнаний із залізниці за ляпас начальнику, в пошуку роботи прибуває в шахтарське містечко Монсу. Він показує себе як умілий працівник і швидко завойовує пошану оточуючих. Тим часом, він закохується в Катрін, дочку Мае, літнього шахтаря, який допоміг Етьєну влаштуватися в шахту.
Умови життя і праці в шахті стрімко погіршуються, і робітники оголошують страйк. Лідером страйкарів стає Етьєн. Молодий ідеаліст, на перших порах він зі щирим ентузіазмом закликає робітників до продовження боротьби за покращення свого становища. Одначе страйк посилює їхні нестатки, призводить навіть до голоду. Етьєна не покидає відчуття власної провини за погіршення ситуації.
Зрештою страйк припиняється, фактично, на умовах роботодавця. Але за день до цього Суварін, російський анархіст, навмисно послаблює опори загороди, що відокремлювала шахту від підземного струмка. Тому в перший же день поновленої роботи трапляється катастрофа: шахту затоплює потужним потоком каламутної води. Швидко врятуватися вдається тільки тим робітникам, які на той момент часу були не надто далеко від головного виходу з шахти...
Етьєну ж із його коханою дівчиною та ще кільком людям на периферійних секторах горизонту не залишалося нічого кращого як намагатися вийти через якийсь із бічних штреків... На жаль, задумане здійснити вдалося не всім.

## Пам'ять
У 1985 році, до 100-річчя публікації роману «Жерміналь», у Франції була викарбувана ювілейна срібна монета номіналом в 100 франків.

## Видання українською
- Жерміналь. пер. Олекандр Пашкевич. Львів, Русько-Українська видавнича спілка, 1904.
- Прорість або Жерміналь. пер. Вероніка Черняхівська. ДВУ, 1929.
  - Жерміналь. К., Дніпро, 1961.
  - Жерміналь. Фоліо, 2008.